# Рабенди (Остроленцький повіт)
Рабенди (пол. Rabędy) — село в Польщі, у гміні Трошин Остроленцького повіту Мазовецького воєводства.
Населення — 76 осіб (2011).
У 1975-1998 роках село належало до Остроленцького воєводства.

## Демографія
Демографічна структура станом на 31 березня 2011 року:
|          | Загалом | Допрацездатний вік | Працездатний вік | Постпрацездатний вік |
| -------- | ------- | ------------------ | ---------------- | -------------------- |
| Чоловіки | 40      | 6                  | 31               | 3                    |
| Жінки    | 36      | 9                  | 25               | 2                    |
| Разом    | 76      | 15                 | 56               | 5                    |